# Tebabui
Tebabui ist ein osttimoresischer Suco im Verwaltungsamt Bobonaro (Gemeinde Bobonaro).

## Geographie
Tebabui liegt im Nordosten des Verwaltungsamts Bobonaro. Nördlich liegt der Suco Maliubu, westlich der Suco Lourba, südlich die Sucos Carabau und Cota Bo’ot und östlich der Suco Colimau.
West- und Südgrenze bildet der Fluss Babalai, der in den Marobo fließt, einen Nebenfluss des Lóis. Im Zentrum des Sucos liegen die Berge Lolo Tebabui (894 m, Lage), Lolo Bugaslau (920 m, Lage) und Lolo Gilete (951 m, Lage). Tebabui hat eine Fläche von 2,80 km² und teilt sich in die drei Aldeias Atupae (Atupai, Atu Pae), Bugas und Tebabui.
Durch den Nordwesten von Tebabui führt die Überlandstraße von Maliana nach Atsabe. Sie berührt im Nordosten nochmals das Territorium des Sucos. Im Westen liegt das Dorf Tebabui, im Süden das Dorf Bugas, mit der Grundschule des Sucos, und im Osten das Dorf Atupae.

## Einwohner
Im Suco leben 1.159 Einwohner (2022), davon sind 577 Männer und 582 Frauen. Im Suco gibt es 176 Haushalte. Über 95 % der Einwohner geben Kemak als ihre Muttersprache an. Kleine Minderheiten sprechen Bunak oder Habun.

## Politik
Bei den Wahlen von 2004/2005 wurde Vicente da Cruz zum Chefe de Suco gewählt. Bei den Wahlen 2009 gewann Agostinho Soares Maia und 2016 Agostinho Soares Maia. Er wurde 2023 wiedergewählt.